# 441374 Wangjingxiu
441374 Wangjingxiu è un asteroide della fascia principale. Scoperto nel 2008, presenta un'orbita caratterizzata da un semiasse maggiore pari a 3,123109 UA e da un'eccentricità di 0,146831, inclinata di 28,001586° rispetto all'eclittica.